# Ácido graso de cadena muy larga
Un ácido graso de cadena muy larga (VLCFA) es un ácido graso con 22 o más carbonos. Su biosíntesis ocurre en el retículo endoplasmático. Los VLCFA pueden representar hasta un pequeño porcentaje del contenido total de ácidos grasos de una célula.
A diferencia de la mayoría de los ácidos grasos, los VLCFA son demasiado largos para ser metabolizados en las mitocondrias, en el retículo endoplásmico (RE) de las plantas y deben metabolizarse en los peroxisomas.
Ciertos trastornos peroxisomales, como la adrenoleucodistrofia y el síndrome de Zellweger, pueden estar asociados con una acumulación de VLCFA. Las enzimas que producen VLCFA son el objetivo de los herbicidas, incluida la piroxasulfona.

## Principales VLCFA
Algunos de los VLCFA saturados más comunes: 
- ácido lignocérico (C24),
- ácido cerótico (C26),
- ácido montánico (C28),
- ácido melísico (C30),
- ácido laceroico (C32),
- ácido ghedoico (C34) y el
- ácido graso de cadena impar ácido ceroplásico (C35).

También se conocen varios VLCFA monoinsaturados: 
- ácido nervónico (Δ15-24:1),
- ácido ximénico (Δ17-26:1) y
- ácido lumequénico (Δ21-30:1).[7]